# 映像作品集1巻
『映像作品集1巻』は、日本のバンドASIAN KUNG-FU GENERATIONの1枚目のDVDである。2004年11月26日発売。発売元はキューンレコード。

## 概要
- メジャーデビューからアルバム『ソルファ』までのビデオクリップを収録。

## 収録曲
1. 遥か彼方
監督：宮野敏一
2. 未来の破片
監督：竹内スグル
3. 君という花
4. サイレン
監督：豊田利晃
5. サイレン
カップリング
6. ループ&ループ
監督：後藤正文/奥和義
7. リライト
監督：奥和義
8. 君の街まで
監督：柴田大輔、planner：松村祐治
9. 夏のライヴ映像集
10. メイキング
11. TVスポット